# Nguyễn Hồng Trà
Nguyễn Hồng Trà (sinh 1967) là đại biểu Quốc hội Việt Nam khóa 12, thuộc đoàn đại biểu Bình Phước.